# 森越駅

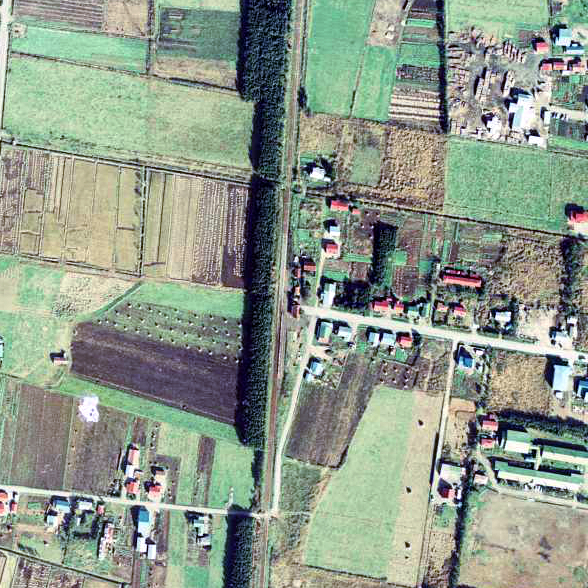
1976年の森越駅と周囲約500 m範囲。下が松前方面。駅舎より松前寄りに、島状だが駅裏片側使用の単式ホーム1面1線と、駅舎横に既に使用を止めてすっかり草生した貨物ホームが見える。ここにはかつて駅舎の前を通る貨物積卸線が敷かれていた。

森越駅（もりこしえき）は、北海道上磯郡知内町字森越にかつて存在した、北海道旅客鉄道（JR北海道）松前線の駅（廃駅）である。電報略号はリコ。事務管理コードは▲141501。

## 歴史

### 年表
- 1937年（昭和12年）10月12日：国有鉄道福山線の木古内駅 - 渡島知内駅間開通に伴い、一般駅として開業[1]。
- 1949年（昭和24年）6月1日：日本国有鉄道法施行に伴い、日本国有鉄道（国鉄）に継承。
- 1953年（昭和28年）11月8日：福山線が松前線に改称。
- 1969年（昭和44年）10月1日：荷物の取り扱いを廃止[1]。
- 1970年（昭和45年）12月12日：貨物の取り扱いを廃止し[1][3]、同時に無人化[4]（簡易委託化）。
- 1987年（昭和62年）4月1日：国鉄分割民営化により、北海道旅客鉄道（JR北海道）が承継[1]。
- 1988年（昭和63年）2月1日：松前線の全線廃止に伴い、廃駅となる[1]。

### 駅名の由来
当駅が所在していた地名、「森越」より。

## 駅構造
廃止時点で、1面1線の単式ホームを有する地上駅であった。ホームは、構内の東側（松前方面に向かって左手側）に存在した。
無人駅（簡易委託駅）となっていたが、有人駅時代の駅舎が残っていた。駅舎はホームの北側に接していた。

## 利用状況
- 1981年度（昭和56年度）の1日当たりの乗降客数は35人[5]。

## 駅周辺
水田の中にあった。
- 国道228号 - 駅から東に約0.3 km。森越の集落は国道沿いにある[5]。
- 知内町立中の川小学校
- 森越川
- 中ノ川
- 函館バス「森越」停留所

## 駅跡
2010年（平成22年）時点で鉄道関連施設は全て撤去されており、駅前広場のみ残存、空き地となっていて駅名標のレプリカがある。

## 隣の駅
北海道旅客鉄道（JR北海道）
松前線
木古内駅 - 森越駅 - 渡島知内駅